# Église Saint-Michel de Gerpinnes
L'église Saint-Michel est un édifice religieux catholique sis au centre de Gerpinnes, dans l'Entre-Sambre-et-Meuse, en Belgique. De style roman, l'édifice actuel date - dans ses parties les plus anciennes (la crypte) -  du XIe siècle. Plusieurs fois remaniée, l'église est classée au patrimoine immobilier de Wallonie. L'église qui abrite la châsse des reliques de sainte Rolende est le centre de pèlerinages traditionnels à la sainte.

## Historique
À l'origine, la paroisse de Gerpinnes, fondée probablement à la fin du VIIe ou au début du VIIIe siècle, s'étendait au domaine tout entier et comprenait les villages actuels de Joncret, Acoz, Villers-Poterie, Gougnies, Tarcienne et une partie de Sart-Eustache. L'église a subi de multiples transformations au cours des siècles. Les résultats de fouilles, entreprises en 1951, permettent de dire que les premiers agrandissements ont été motivés par l'afflux croissant de pèlerins venus honorer sainte Rolende.
Les chanoines du Latran qui dirigèrent le collège Saint-Augustin de 1930 à 1974 continuèrent à assurer les services pastoraux de la paroisse de Gerpinnes jusqu'au début du XXIe siècle. 

## Description de l'édifice
- La tour est impressionnante. Véritable donjon, elle est flanquée vers le Sud d'une tourelle romane d'escalier et daterait de la seconde moitié du XIIe siècle, avec remaniement au début du XVIIIe siècle[3].

- La nef est séparée des collatéraux par des colonnes à base de chapiteaux moulurés, de type gothique hennuyer. La structure est couverte de voûtes d'ogives. Ces parties gothiques datent de la reconstruction partielle de l'église de 1538 à 1561[4].

- La crypte, encastrée dans des constructions anciennes, daterait du début du XIe siècle[3]. Son aspect des plus archaïques a fait croire au début à un oratoire préroman. Son plan est carré avec au centre un énorme pilier quadrangulaire sur lequel retombent de larges arcs soutenant quatre voûtes d'arêtes; un chœur étroit, voûté en berceau, et dont l'autel était dédié à Notre-Dame, est situé à l'Est.

- L'église fut élargie au XVIIIe siècle. En 1761, l'église, devenue trop petite pour la population, devait être agrandie. Au chevet du sanctuaire, une pierre porte cette simple inscription : "Adjoute faite en 1770". C'est alors que la crypte fut comblée[4].

- Des aménagements sont faits au XXe siècle pour rendre à la crypte son aspect du Xe siècle : il a été nécessaire de surélever de quatre marches chœur et sanctuaire de l'église[3].

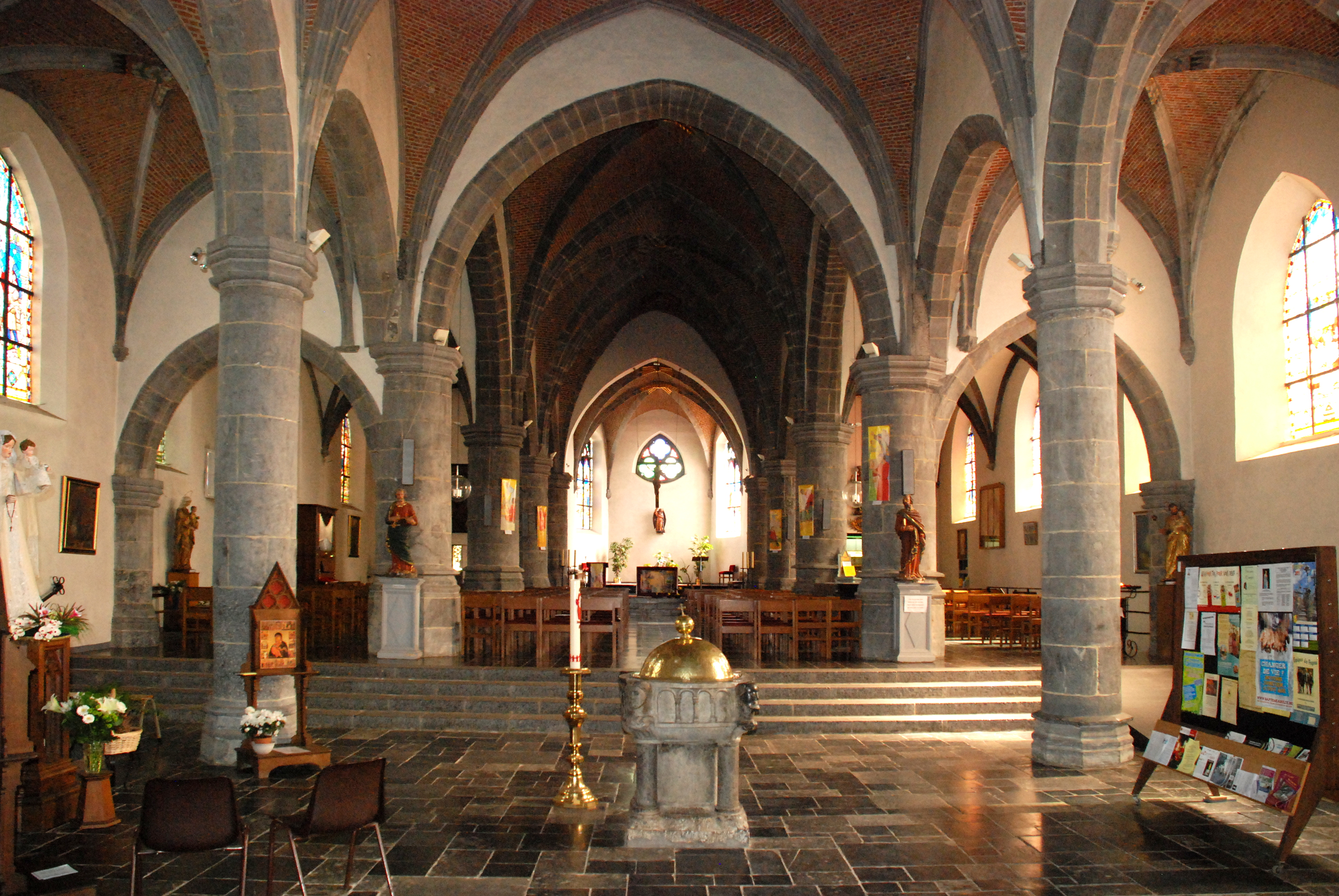
Vue d'ensemble de la nef.

## Patrimoine
- Les fonts baptismaux en roman mosan datant des XIIe et XIIIe siècles[4] ont été replacés au centre de la nef.

Les fonts baptismaux romans
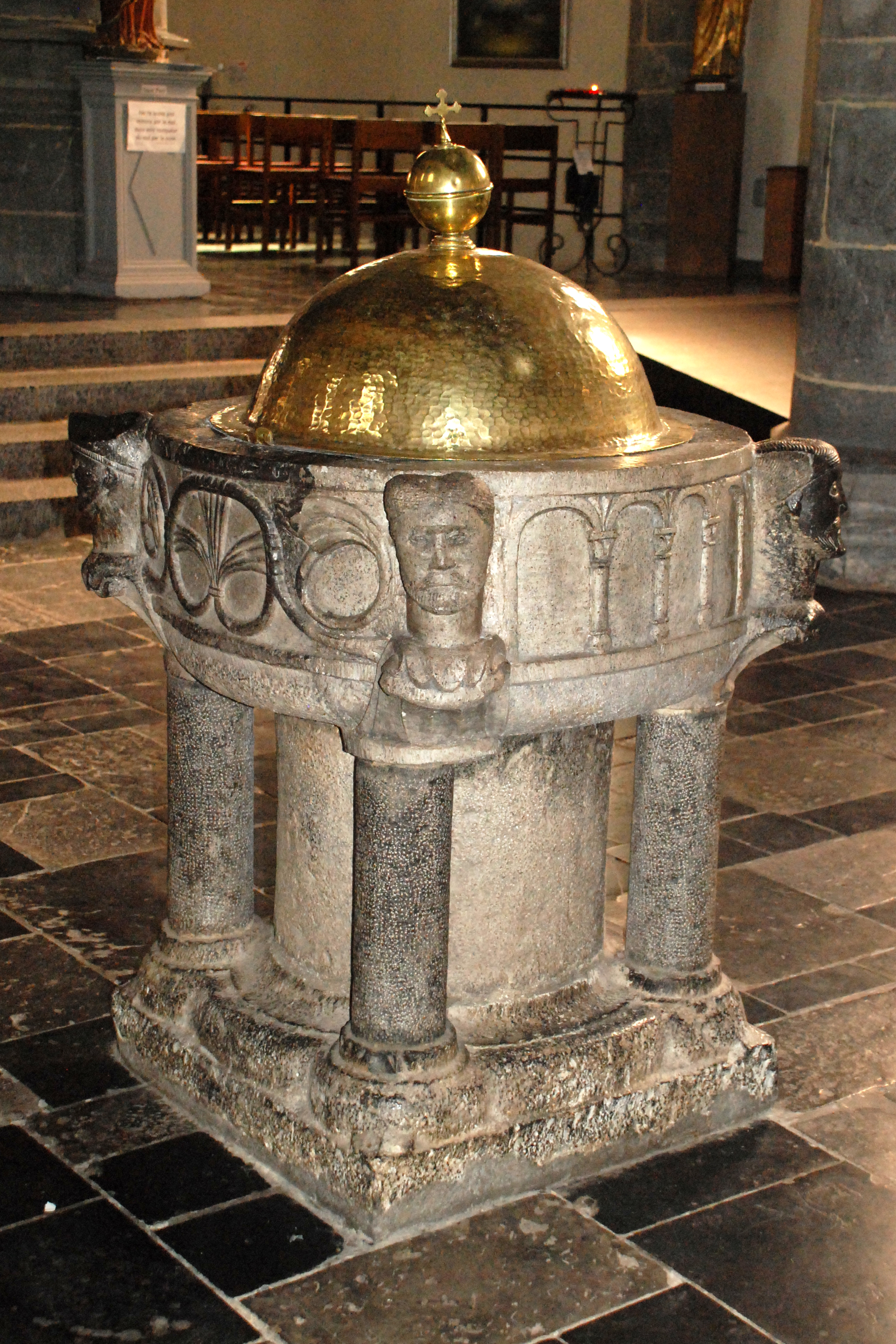
Les fonts baptismaux romans.
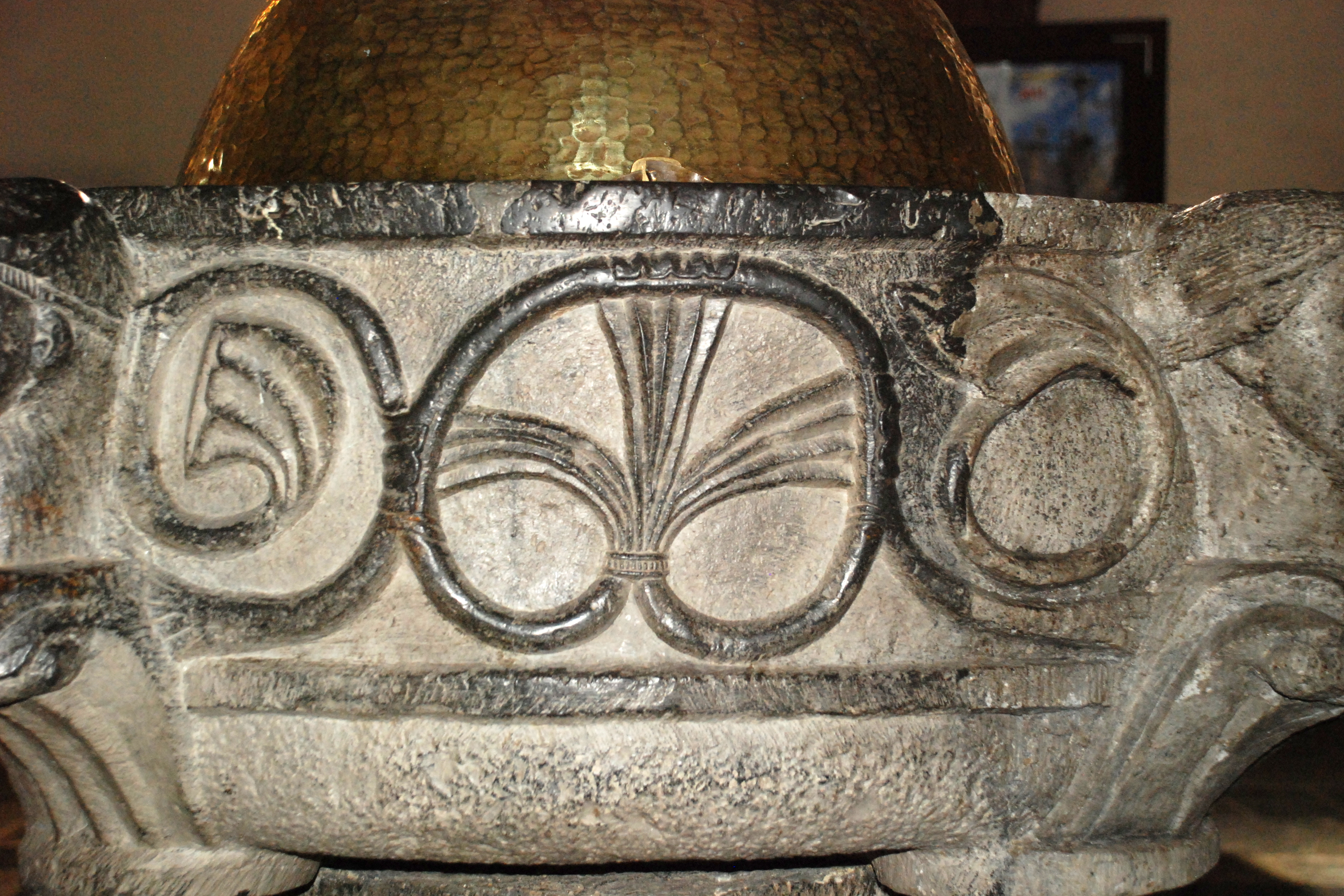
Face ornée d'entrelacs végétaux.
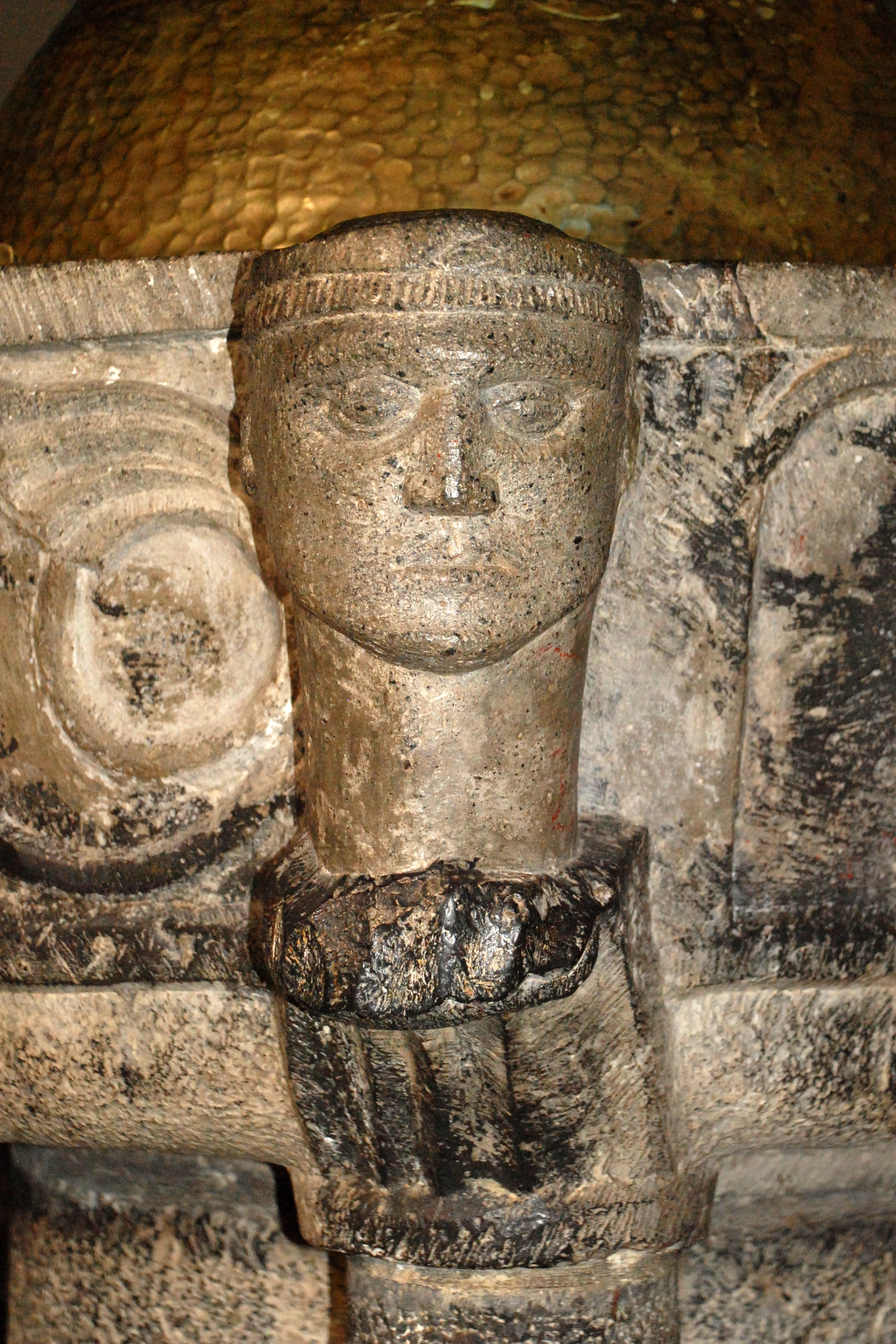
Tête représentant le fleuve Tigre.

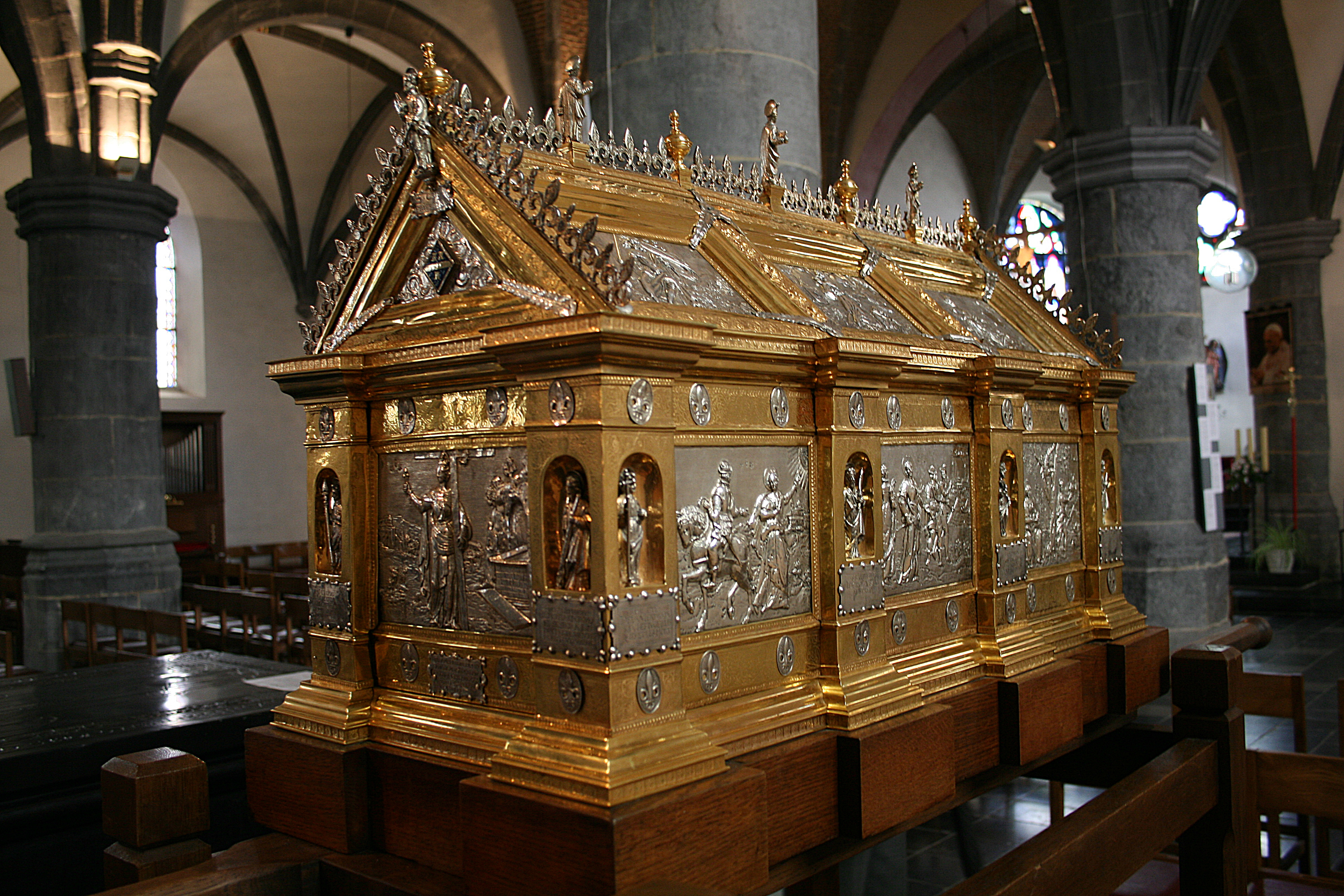
Châsse de sainte Rolende.

- Le sarcophage de sainte Rolende est un monolithe en pierre de France, de forme trapézoïdale ; il date probablement de la fin du VIIIe siècle[3].  Le mausolée de sainte Rolende qui servait de table d'autel en marbre noir, date de la seconde moitié du XVIe siècle[5].

- La châsse de sainte Rolende est une pièce d'orfèvrerie sortie des ateliers du namurois Henri Libert, créateur de nombreuses châsses, notamment celle de Saint Berthuin de Malonne. Elle date de 1599[6]. Elle est en cuivre doré avec applique d'argent. Chaque panneau représente un des épisodes de la vie de sainte Rolende. Elle fut restaurée la dernière fois de 1981 à 1983[7]. Elle est exposée de façon permanente dans l'église.

## Source
- Cet article est partiellement ou en totalité issu de l'article intitulé « Gerpinnes » (voir la liste des auteurs).